# Bisdom Morogoro
Het bisdom Morogoro (Latijn: Dioecesis Morogoroensis) is een rooms-katholiek bisdom met als zetel Morogoro in Tanzania. Het is een suffragaan bisdom van het aartsbisdom Dar es Salaam.
In 1906 werd het apostolische vicariaat Bagamoyo opgericht, dat in 1953 werd verheven tot het bisdom Morogoro. De eerste bisschop was de Nederlandse spiritijn Bernhard Hilhorst.
In 2019 telde het bisdom 63 parochies. Het bisdom heeft een oppervlakte van 43.380 km² en telde in 2019 1.738.000 inwoners waarvan 42,3% rooms-katholiek was. 

## Bisschoppen
- Bernhard Hilhorst, C.S.Sp. (1953)
- Herman van Elswijk, C.S.Sp. (1954-1966)
- Adriani Mkoba (1966-1992)
- Telesphore Mkude (1993-2020)
- Lazarus Vitalis Msimbe, S.D.S. (2021-)